# هربرت مودي
هربرت مودي (بالإنجليزية: Herbert Moody)‏ (1880 بلوتن في المملكة المتحدة - ) هو لاعب كرة قدم بريطاني (وحمل سابقاً جنسية المملكة المتحدة لبريطانيا العظمى وأيرلندا) في مركز الهجوم. لعب مع ليستر سيتي ونادي لوتون تاون ونادي ميلوول.